# 小眼單頜鰻
小眼單頜鰻為輻鰭魚綱囊鰓鰻目單頜鰻科的其中一種。

## 分布
本魚目前僅之分布於琉球群島南方。

## 深度
水深1600至2000公尺。

## 特徵
本魚具胸鰭，細小。後鼻孔開在眼前中線。尾部延長。口部大而寬，下頷長。下頷骨齒5至6顆，無鋤骨。背鰭起點在鰓孔前，臀鰭起點在胸鰭基部上方，臀鰭起點則在背鰭鰭條第40支下方。口裂超過眼之後緣；肛門遠在背鰭起點後，約在臀鰭的第一鰭條之前的第七個肌節處。嗅覺皮層發達。體柔軟，尾鰭細長如絲狀。腹鰭後方有囊袋。體黑色。

## 生態
屬於深海魚類，多以甲殼類為主食。由於眼小，又無側線系統來追捕餌食，可能僅以嗅覺器官為主要的感應器。性成熟時，雄性外型有明顯的改變；雌性也有變化如牙齒退化，但較不明顯。

## 經濟利用
目前無經濟利用價值。